# Томешти (Алба)
Томешти (рум. Tomești) насеље је у Румунији у округу Алба у општини Могош. Oпштина се налази на надморској висини од 844 m.

## Становништво
Према подацима из 2002. године у насељу је живело 19 становника, од којих су сви румунске националности.